# J.H.E. Schilling
Johannes Hendrik Eduard (Henk) Schilling (Delft 27 juni 1893 – Arnhem, 21 november 1942) was een Nederlands glazenier, schilder, graficus, reclameontwerper en docent. Hij signeerde zijn werk als J.H.E. Schilling en wordt gewoonlijk ook zo vermeld.

## Leven en werk
Schilling was een zoon van postbode Johannes Hendrik Eduard Schilling (1868-1944) en Adriana Schuurman Hess (1865-1924). Hij trouwde in 1915 met Naatje (Hanna) Carels (1894-1978).
Schilling leerde vanaf zijn twaalfde het glazeniersvak in de praktijk bij Jan Schouten en Toon Berg op atelier 't Prinsenhof in Delft. Berg en Schilling verhuisden beiden naar Dordrecht, waar ze aan de slag gingen bij de Koninklijke Nederlandsche Glasfabriek J.J.B.J. Bouvy. Daar leerde hij Albert Plasschaert kennen en toen deze in 1913 een eigen atelier in Rotterdam opende, kwam Schilling daar in dienst. Twee jaar later richtte hij zelf glasatelier 't Heilig Hart op, dat slechts een paar jaar bestond. Tijdens de Eerste Wereldoorlog werd hij opgeleid aan de Academie voor Beeldende Kunsten. Hij kreeg er les van Simon Moulijn (litho), Ferdinand Oldewelt (modeltekenen) en Jacob Jongert (ornamentiek). Hij werkte vervolgens als decoratief tekenaar bij binnenhuisarchitect N.P. de Koo. De Koo was vormgever van de Pier Pandertempel in Leeuwarden, waarvoor Schilling de glas-in-loodramen maakte. Schilling maakte in die tijd ook grafisch werk (litho's, ex libris) en reclamemateriaal.
Na wat omzwervingen werkte hij van 1920 tot 1923 als technisch directeur en artistiek leider bij N.V. Crabeth in Den Haag, een atelier voor glasschilderkunst. In 1923 opende hij weer een eigen glaswerkplaats, in Voorburg. In 1929 werd Schilling benoemd tot leraar aan Academie Kunstoefening in Arnhem en bleef daarnaast actief als glazenier. In zijn Arnhemse periode kreeg hij diverse opdrachten via architecten Gerrit Feenstra, Evert Jan Rotshuizen en Van der Ven. Schilling gaf les aan onder anderen, Cor Baljet, Henk van de Burgt, Theo van der Horst, Joop Janssen, Johan Mekkink Octave van Nispen tot Pannerden, Jan Schoenaker en Pieter Wiegersma.
De ramen van Schilling vertonen, net als zijn grafisch werk, begin jaren twintig de invloed van Antoon Derkinderen, Johan Thorn Prikker en Jan Toorop. Ze hebben een sterk symmetrische opzet en een decoratief en symbolisch karakter, met vloeiende lijnen en gestileerde figuren. Na 1924 worden de ramen rustiger en verhalender, terwijl eind jaren twintig bontgekleurde ramen ontstaan met veel kleine stukjes glas. Na 1935 worden de voorstellingen realistischer en vaak centraal in het raam weergegeven.
Schilling overleed in 1942, op 49-jarige leeftijd.

## Werken (selectie)
- ramen (1924) van de Pier Pandertempel in Leeuwarden
- glas in lood (1925) voor Hotel Brittania in Vlissingen
- ramen (1926) voor het kantoor van de Algemeene Nederlandsch-Indische Electriciteits-Maatschappij in Soerabaja
- glas in lood (1928) voor het kantoor van de bank Heldring & Pierson in Den Haag
- raam n.a.v. Psalm 23 (1929) en een raam gebaseerd op het evangelie, met figuurgroepen rond het kruis (1930) voor de Grote of Maria Magdalenakerk in Goes
- zeven ramen (1930) in het koor van de Maartenskerk in Hillegom
- twee gedenkramen (1931) voor de Doopsgezinde kerk in Groningen
- drie ramen (1934) voorstellende de op- en neergaande lijn van het leven, voor de Lutherse kerk in Edam
- ramen (1934) voor de Villa Middaghoogte, Bakenbergseweg 85 in Arnhem (woonhuis van architect Rotshuizen)
- glas in lood (1936) voor de Vrijzinnig Protestantse kerk in Heelsum
- drie bovenramen (1937) in de raadzaal van het gemeentehuis van Tiel
- twee ramen (1938) voor de Lutherse kerk in Woerden
- Moederraam (1939) voor de Dorpskerk in Wassenaar[5]
- vier ramen en twee roosvenster (1942) voor de Leeuwenberghkerk in Utrecht
- glas in lood voor de Vrij-Katholieke Kerk in Arnhem

## Afbeeldingen

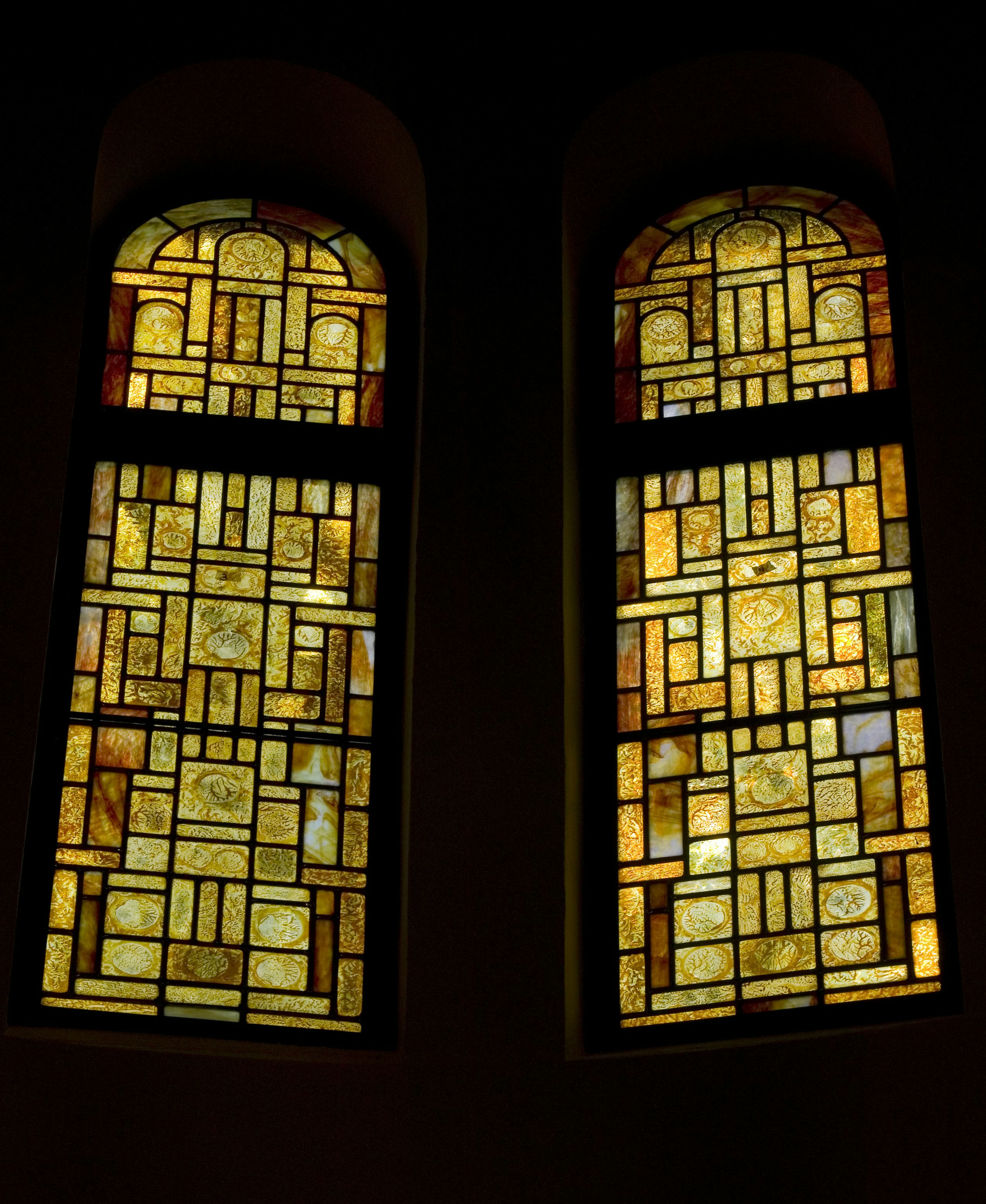
Pier Pandertempel, Leeuwarden (1924)
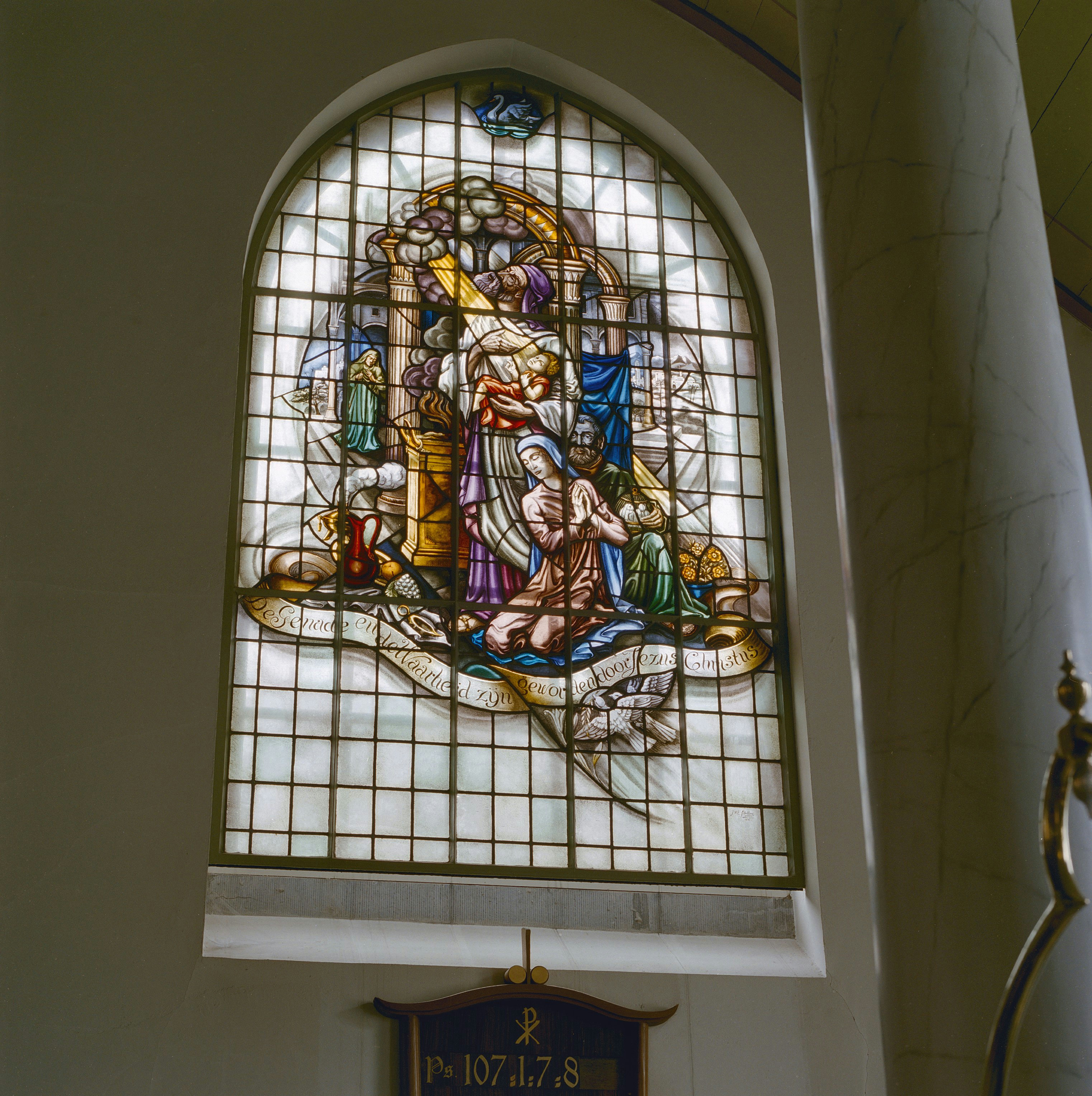
Lutherse kerk, Woerden (1928)
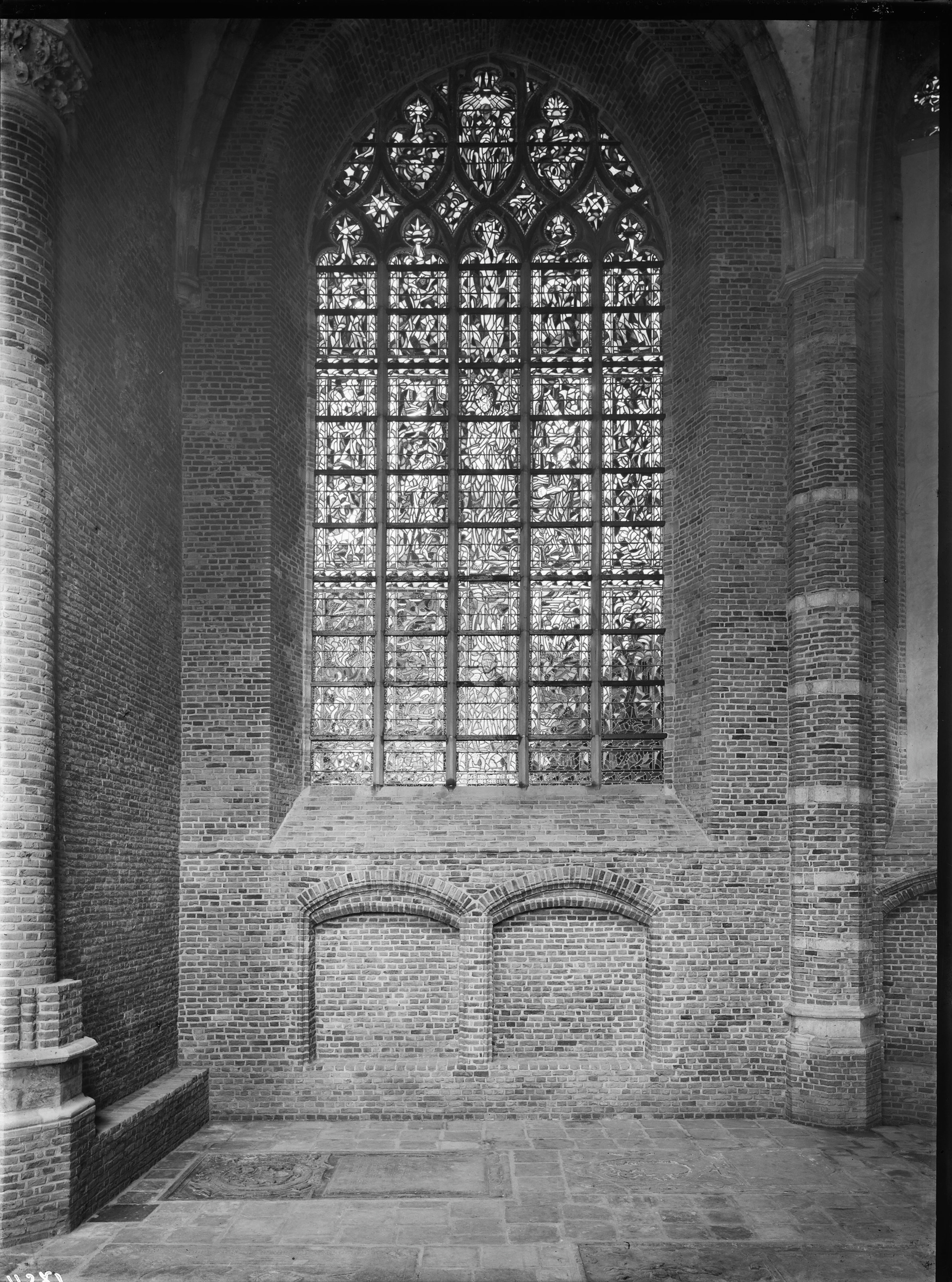
Maria Magdalenakerk in Goes (1929)
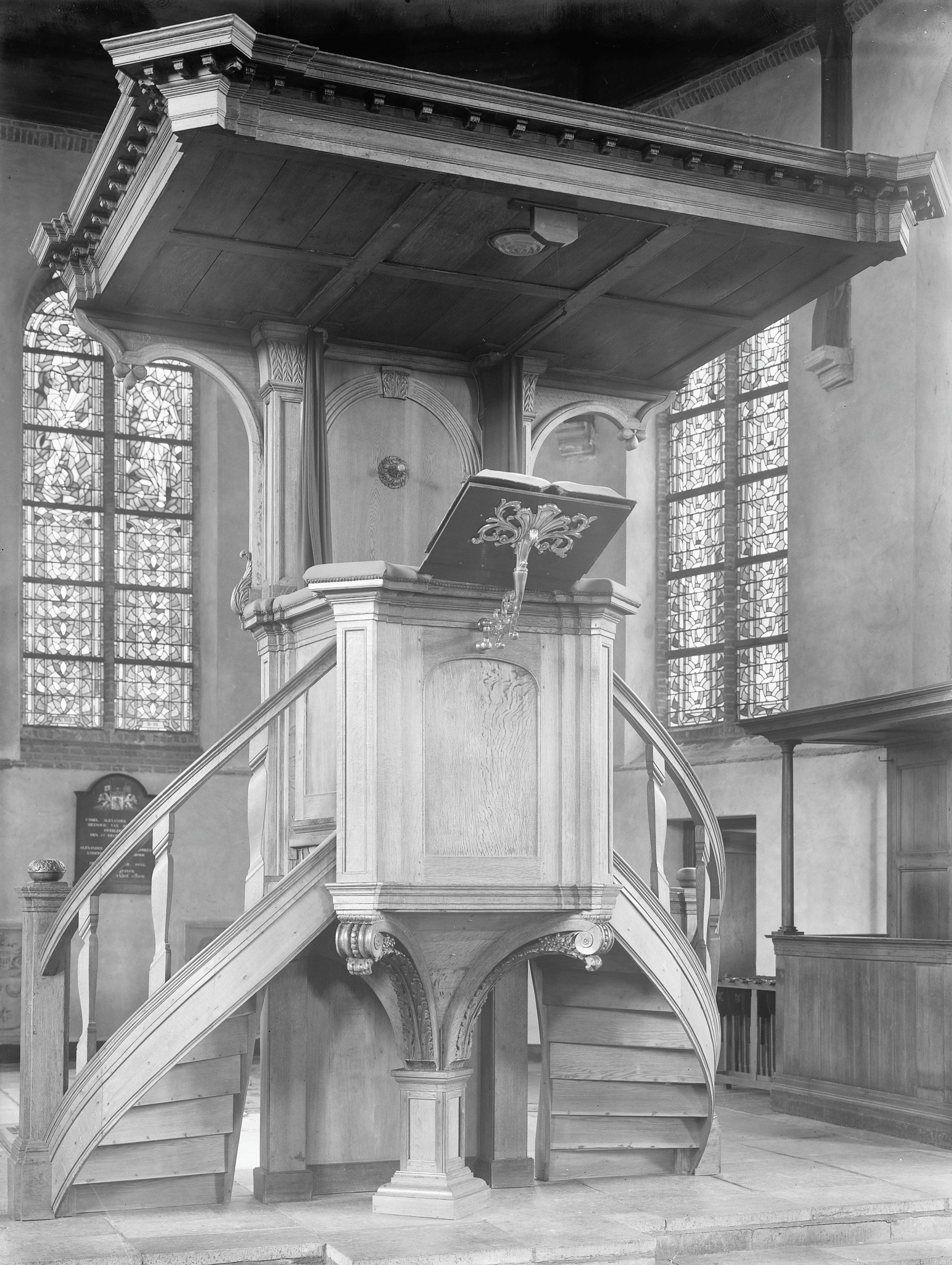
Maartenskerk, Hillegom (1930)
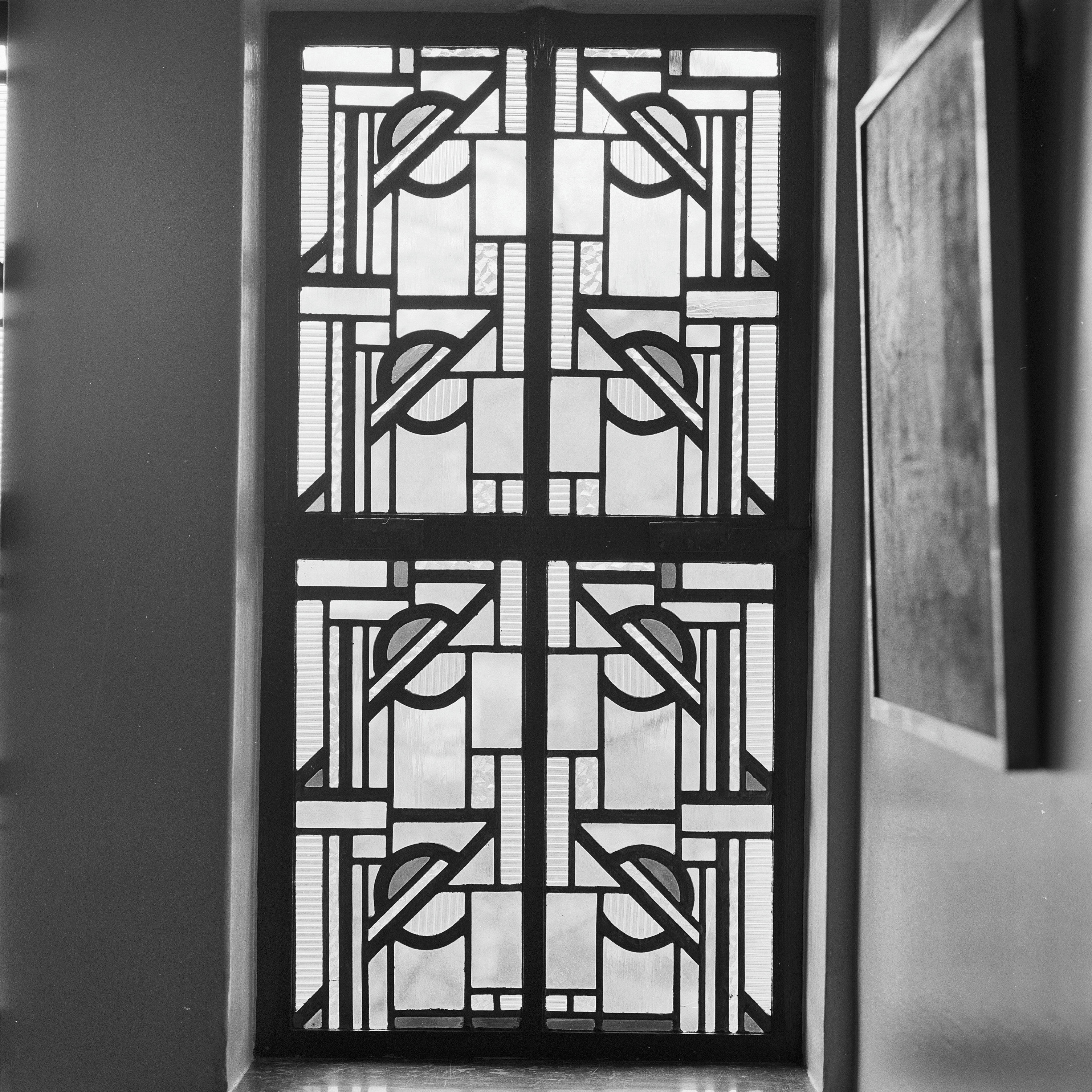
Villa Middaghoogte, Arnhem (1934)